# Pływanie na Letnich Igrzyskach Olimpijskich 1964 – 400 m stylem zmiennym mężczyzn
400 m stylem zmiennym mężczyzn – jedna z konkurencji pływackich rozgrywanych podczas XVIII Igrzysk Olimpijskich w Tokio. Eliminacje odbyły się 12 października, a finał 14 października 1964 roku.
Zwycięzcą tej debiutującej na igrzyskach konkurencji został Amerykanin Dick Roth, ustanawiając nowy rekord świata (4:45,4). Reprezentant Stanów Zjednoczonych Roy Saari, który prowadził w wyścigu po 300 metrach, ostatecznie wywalczył srebrny medal z czasem 4:47,1. Brąz zdobył Niemiec Gerhard Hetz (4:51,0), wyprzedzając nieznacznie najlepszego w eliminacjach Carla Robiego (4:51,4).

## Rekordy
Przed zawodami rekord świata i rekord olimpijski wyglądały następująco:
| Rekord            | Zawodnik         | Czas   | Miejsce   | Data          |       |
| ----------------- | ---------------- | ------ | --------- | ------------- | ----- |
| Rekord świata     | Dick Roth        | 4:48,6 | Los Altos | 31 lipca 1964 | [ 1 ] |
| Rekord olimpijski | nowa konkurencja | -      | -         | -             |       |

W trakcie zawodów ustanowiono następujące rekordy:
| Data            | Etap konkurencji | Zawodnik   | Czas   | Rekord |
| --------------- | ---------------- | ---------- | ------ | ------ |
| 12 października | eliminacje       | Carl Robie | 4:52,0 | OR     |
| 14 października | finał            | Dick Roth  | 4:45,4 | WR     |

## Wyniki

### Eliminacje
| Miejsce | Wyścig | Tor | Zawodnik            | Państwo                       | Czas     | Uwagi |
| ------- | ------ | --- | ------------------- | ----------------------------- | -------- | ----- |
| 1.      | 1      | 4   | Carl Robie          | Stany Zjednoczone             | 4:52,0   | Q,    |
| 2.      | 4      | 5   | Gerhard Hetz        | Wspólna Reprezentacja Niemiec | 4:57,6   | Q     |
| 3.      | 2      | 5   | Sandy Gilchrist     | Kanada                        | 4:58,3   | Q     |
| 4.      | 2      | 7   | Dick Roth           | Stany Zjednoczone             | 5:01,3   | Q     |
| 5.      | 3      | 3   | Roy Saari           | Stany Zjednoczone             | 5:02,3   | Q     |
| 6.      | 2      | 1   | Terry Buck          | Australia                     | 5:02,5   | Q     |
| 7.      | 3      | 5   | György Kosztolánczy | Węgry                         | 5:03,8   | Q     |
| 8.      | 3      | 1   | Jan Jiskoot         | Holandia                      | 5:04,4   | Q     |
| 9.      | 3      | 6   | Dieter Pfeifer      | Wspólna Reprezentacja Niemiec | 5:05,2   |       |
| 10.     | 4      | 3   | Csaba Ali           | Węgry                         | 5:05,4   |       |
| 11.     | 1      | 2   | Ralph Hutton        | Kanada                        | 5:06,2   |       |
| 12.     | 1      | 3   | John Oravainen      | Australia                     | 5:07,0   |       |
| 13.     | 1      | 7   | Stefan Weinrich     | Wspólna Reprezentacja Niemiec | 5:07,8   |       |
| 14.     | 3      | 4   | Ilkka Suvanto       | Finlandia                     | 5:09,0   |       |
| 15.     | 3      | 7   | Rafael Hernández    | Meksyk                        | 5:09,8   |       |
| 16.     | 4      | 2   | Olle Ferm           | Szwecja                       | 5:10,5   |       |
| 17.     | 4      | 1   | Alex Alexander      | Australia                     | 5:10,8   |       |
| 18.     | 1      | 1   | Celestino Pérez     | Portoryko                     | 5:10,9   |       |
| 19.     | 1      | 8   | Veljko Rogošić      | Jugosławia                    | 5:11,0   |       |
| 20.     | 1      | 6   | Gerszon Szefa       | Izrael                        | 5:11,2   |       |
| 21.     | 2      | 4   | Elliot Chenaux      | Portoryko                     | 5:11,3   |       |
| 22.     | 4      | 8   | Gudmunður Gíslason  | Islandia                      | 5:15,5   |       |
| 23.     | 4      | 6   | Hannu Vaahtoranta   | Finlandia                     | 5:16,2   |       |
| 24.     | 2      | 3   | Juan Fortuny        | Hiszpania                     | 5:18,2   |       |
| 25.     | 2      | 6   | Juan Alanís         | Meksyk                        | 5:18,6   |       |
| 26.     | 2      | 2   | António Basto       | Portugalia                    | 5:19,7   |       |
| 27.     | 4      | 4   | Guillermo Davila    | Meksyk                        | 5:27,1   |       |
| 28.     | 3      | 2   | Charles Fox         | Rodezja Północna              | 5:38,2   |       |
| 29.     | 2      | 8   | Luis Paz            | Peru                          | 5:39,5   |       |
| 30.     | 4      | 7   | Narong Chok-Umnuay  | Tajlandia                     | 5:44,1   |       |
| 32. !   | 1      | 5   | Somchai Limpichat   | Tajlandia                     | 9:99,9 ! | DNS   |
| 32. !   | 3      | 8   | Téodoro Capriles    | Wenezuela                     | 9:99,9 ! | DNS   |

### Finał
| Miejsce | Tor | Zawodnik            | Państwo                       | Czas   | Uwagi |
| ------- | --- | ------------------- | ----------------------------- | ------ | ----- |
| 1. !    | 6   | Dick Roth           | Stany Zjednoczone             | 4:45,4 | WR    |
| 2. !    | 2   | Roy Saari           | Stany Zjednoczone             | 4:47,1 |       |
| 3. !    | 5   | Gerhard Hetz        | Wspólna Reprezentacja Niemiec | 4:51,0 |       |
| 4.      | 4   | Carl Robie          | Stany Zjednoczone             | 4:51,4 |       |
| 5.      | 3   | Sandy Gilchrist     | Kanada                        | 4:57,6 |       |
| 6.      | 8   | Jan Jiskoot         | Holandia                      | 5:01,9 |       |
| 7.      | 1   | György Kosztolánczy | Węgry                         | 5:01,9 |       |
| 8.      | 7   | Terry Buck          | Australia                     | 5:03,0 |       |